# 전략론
전략론은 바실 헨리 리델 하트가 쓴 책이다. 1895년 출생한 영국 군인 겸 군사과학 연구자의 전략 이론서이며, 기원전 5세기의 전쟁부터 핵시대의 게릴라전 에 대한 예측까지를 다룬 책으로 고대 유럽사에 결정 적 영향을 미친 12개의 전쟁과 현대사에서 발생한 18 개의 전쟁을 살펴 전략과 병법을 사례로 고찰했다.
그가 쓴 책으로는 스키피오 아프리카누스, 현대육군의 개혁이 있다.